# Glenn D’Hollander
Glenn D’Hollander (* 28. Dezember 1974 in Sint-Niklaas) ist ein ehemaliger belgischer Radrennfahrer und heutiger Sportlicher Leiter.

## Karriere
In Juniorenzeiten konnte D'Hollander als nationaler Vizemeister von 1991 auf sich aufmerksam machen. Außerdem errang er im Jahr darauf den Landesmeistertitel im Einzelzeitfahren und 1994 wurde er Dritter in der belgischen Zeitfahrmeisterschaft für Amateure. Als Amateur erlebte D'Hollander 1995 seine erfolgreichste Saison: Einem Podiumsplatz beim Eintagesrennen Brüssel-Opwijk folgten Siege beim GP Bodson und auf der achten Etappe der Österreich-Rundfahrt, bei der er außerdem Dritter im Gesamtklassement wurde. Einen ersten, einen zweiten und dritten Etappenrang konnte er bei der Triptyque Ardennaise herausfahren, und außerdem war er auch noch auf einem Abschnitt der Tour de la Région Wallonne siegreich.
1996 wurde D’Hollander Profi bei Vlaanderen 2002. Seinen ersten Sieg als Berufsradfahrer feierte er beim Eintagesrennen Schaal Sels. Erneut konnte er eine Etappe bei der Österreich-Rundfahrt gewinnen. Bei der Tour de l’Avenir, der wichtigsten Rundfahrt für Nachwuchsfahrer, wurde er Dritter in der Gesamtwertung. In der folgenden Saison gewann D'Hollander wieder eine Etappe der Tour de la Région Wallonne.
Erfolgreich verliefen auch die beiden folgenden Jahre mit Siegen beim Eurode Omloop in den Niederlanden und auf der ersten Etappe des Circuito Montañés in Spanien, bei dem er zudem Zweiter in der Gesamtwertung wurde.
2000 wechselte er dann zum großen belgischen Radsportteam Lotto. In der darauf folgenden Saison gewann er eine Etappe bei dem Uniqa Classic und seine bisher dritte bei der Tour de la Région Wallonne, bei der er dieses Mal zum ersten Mal die Gesamtwertung für sich entscheiden konnte. Einen dritten Platz holte er bei den belgischen Meisterschaften im Einzelzeitfahren. 2001 nahm er auch an seiner ersten großen Landesrundfahrt, dem Giro d’Italia, teil, wo er allerdings nach der siebten Etappe aufgeben musste.
Seinen letzten Profisieg feierte er beim Étoile de Bessèges 2002. Danach war D'Hollander vor allem Helfer bei Lotto und konnte keine guten Resultate mehr herausfahren. Dies gelang ihm auch nicht, als er 2005 zum kleineren belgischen Team Landbouwkrediet wechselte. Nach nur einem Jahr dort schloss er sich für zwei Jahre der Mannschaft Chocolade Jacques an. Beim Kriterium von Gullegem errang er 2007 seine erste Podiumsplatzierung seit fünf Jahren. Zur Saison 2008 kehrte D'Hollander schließlich zum Team Omega Pharma-Lotto zurück. Geplagt von gesundheitlichen Problemen konnte er allerdings keine Erfolge mehr einfahren.
Glenn D’Hollander beendete Ende der Saison 2010 seine Karriere und wurde Sportlicher Leiter des UCI Women’s Team Topsport Vlaanderen-Ridley 2012.

## Trivia
D'Hollander ist der Schwager von Greg Van Avermaet, mit dem er zusammen bei Omega Pharma-Lotto fuhr.

## Erfolge
1992
- Belgischer Juniorenmeister im Einzelzeitfahren

1995
- Gewinner achte Etappe Österreich-Rundfahrt
- Gewinner dritte Etappe Triptyque Ardennaise
- Gewinner achte Etappe Tour de la Région Wallonne

1996
- Gewinner zehnte Etappe Österreich-Rundfahrt

1997
- Gewinner sechste Etappe Tour de la Région Wallonne

1999
- Gewinner erste Etappe Circuito Montañés

2001
- Uniqa Classic
- Etappen- und Gesamtsieg Tour de la Région Wallonne

2002
- Gewinner dritte Etappe Étoile de Bessèges